# Gudaf Tsegay
Gudaf Tsegay, född 23 januari 1997, är en etiopisk friidrottare som tävlar i medeldistanslöpning och långdistanslöpning.

## Karriär
Vid olympiska sommarspelen 2020 i Tokyo vann hon brons på 5000 meter. Vid Världsmästerskapen i friidrott 2022 i Eugene vann hon guld på 5 000 meter och silver på 1500 meter. Vid Världsmästerskapen i friidrott 2023 i Budapest tog hon hem guldet på 10 000 meter. Vid Inomhusvärldsmästerskapen i friidrott 2024 i Glasgow vann hon silver på 3 000 meter.